# Menhir von Kerampeulven

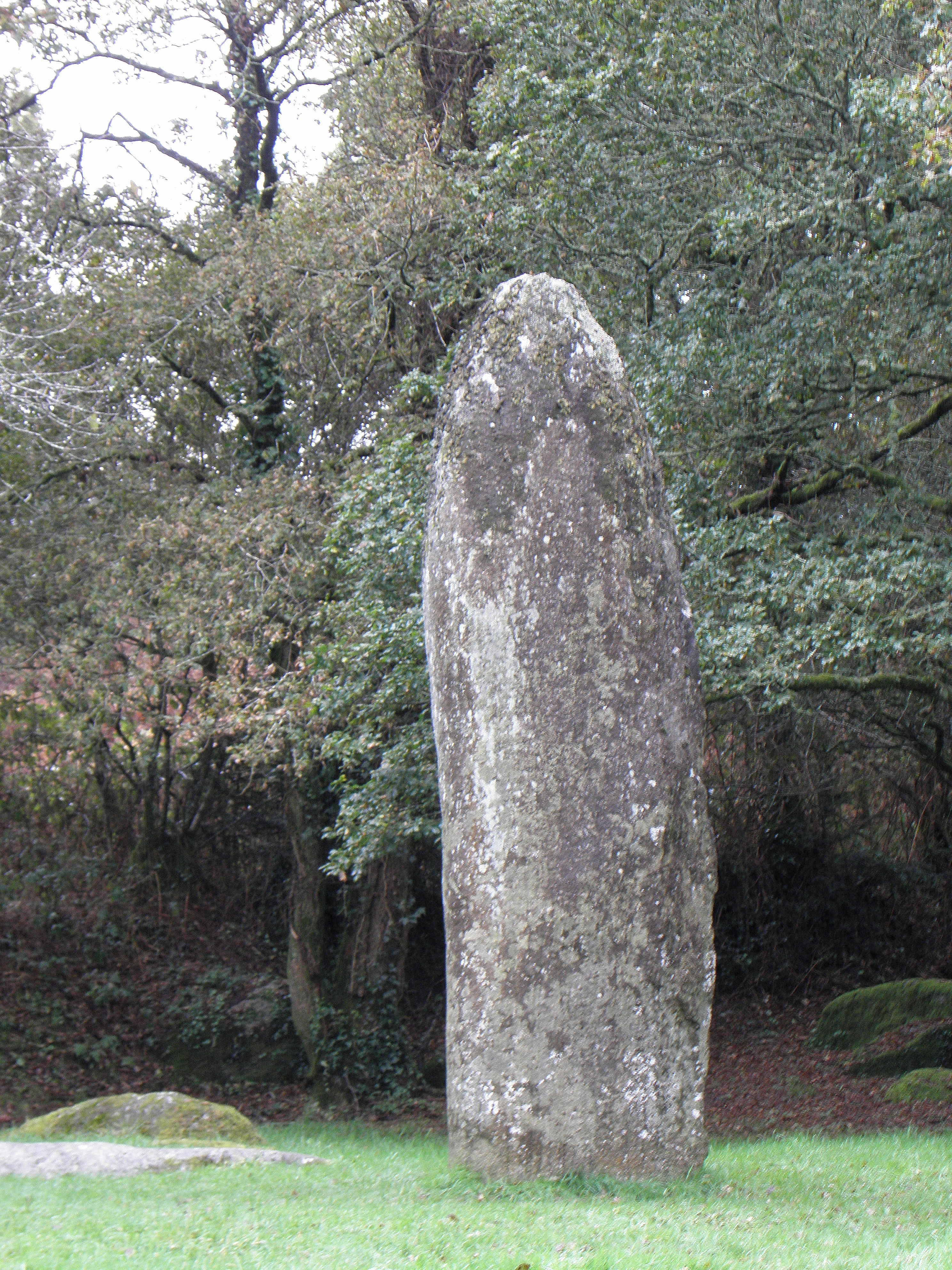
Menhir von Kerampeulven

Der etwa 6,0 m hohe phallische Menhir von Kerampeulven steht westlich der Straße D14 südlich von Berrien und nördlich des Dorfes Huelgoat, im Département Finistère in der Bretagne in Frankreich.
Der Menhir aus Granit ist einer der schönsten in der Monts d’Arrée Communauté. Wie beim Menhir du Cloître ist seine flache Seite in Richtung auf die Schachthöhle Grotte du Diable bei Huelgoat gerichtet.
Der Menhir ist seit 1995 als Monument historique eingetragen.
In der Nähe liegt das Camp d’Artus.